# Скална зидарка
Скалната зидарка (Sitta neumayer) е дребна пойна птица, срещаща се и в България.

## Физическа характеристика
Дължина на тялото – 14 см. Отгоре е светлосива с черна презочна ивица, а отдолу е бяла с жълто-кафяви слабини, без пъстрини. Младите имат по-пухкаво оперение и светла гръбна страна.

## Разпространение
Средиземноморски вид, чийто гнездови ареал обхваща Югоизточна Европа, Турция, Израел, Иран, Ирак, Кавказ.
В България е постоянен вид. В миналото се е срещал в Родопите и Югозападна България; в Рила на около 2200 m н.в.; в Пирин на около 2000 m н.в. и Кресненското дефиле; около р. Струма при местн. Рупите; в южните части на Кресненското дефиле; при гара Крупник; в ниските части на планините Огражден, Малешевска, Пирин и Родопите. Сегашното разпространение включва скални терени в Източни Родопи; Западни Родопи – по-често в ниските части на Дъбраш; в Триградско-Ягодински район; местн. Караджов камък и др. В Югозападна България се среща по поречието на р. Струма – около местн. Рупите, Кресненското дефиле и др., като на север достига Земенския пролом; по р. Места – под с. Елешница, прохода Момина клисура и др. Гнезди и в ниските части на Пирин, Западна Рила, Огражден, Малешевска и Влахина. Числеността е около 600 двойки.

## Начин на живот и хранене
През размножителния период обитава скални масиви с оскъдна растителност. През зимата слиза в по-ниски райони и се придържа към проломи, дефилета, карстови терени.

## Размножаване
Размножава се по отвесни скали – от 2-3 m до няколко десетки метра височина. Гнездата са в дупки, цепнатини и др.; рядко в зидове на постройки. Отпред гнездовата камера е затворена с преграда от слепена кал и камъчета, в която има кръгъл входен отвор. През април снася 6-13 бели яйца с ръждивокафяво напетняване. Малките се излюпват след 15-18 дни, престояват в гнездото около 28 дни. Годишно има по 1-2 люпила. Храни се с насекоми, през есента и зимата – със семена и плодове.